# Alphonse Matthijsen
Alphonse Matthijsen (Hoogboom, 28 novembre 1890 – Bunia, 19 agosto 1963) è stato un missionario e vescovo cattolico olandese.

## Biografia
Entrò nella società dei Missionari d'Africa e fu ordinato prete il 7 settembre 1915.
Prefetto apostolico del Lago Alberto dal giugno 1922, fu innalzato all'episcopato l'11 dicembre 1933 e nominato vicario apostolico di quella circoscrizione ecclesiastica. Dopo l'erezione della gerarchia cattolica in Congo, fu trasferito alla sede residenziale di Bunia il 10 novembre 1959.
Fondò, nel 1933, la congregazione indigena dei Fratelli servi del Redentore e partecipò alla fondazione di quella delle Ancelle di Gesù di Bunia.

## Genealogia episcopale
La genealogia episcopale è:
- Cardinale Scipione Rebiba
- Cardinale Giulio Antonio Santori
- Cardinale Girolamo Bernerio, O.P.
- Arcivescovo Galeazzo Sanvitale
- Cardinale Ludovico Ludovisi
- Cardinale Luigi Caetani
- Cardinale Ulderico Carpegna
- Cardinale Paluzzo Paluzzi Altieri degli Albertoni
- Papa Benedetto XIII
- Papa Benedetto XIV
- Papa Clemente XIII
- Cardinale Marcantonio Colonna
- Cardinale Giacinto Sigismondo Gerdil, B.
- Cardinale Giulio Maria della Somaglia
- Cardinale Carlo Odescalchi, S.I.
- Vescovo Eugène-Charles-Joseph de Mazenod, O.M.I.
- Cardinale Joseph Hippolyte Guibert, O.M.I.
- Cardinale François-Marie-Benjamin Richard de la Vergne
- Cardinale Pietro Gasparri
- Cardinale Clemente Micara
- Cardinale Jozef-Ernest Van Roey
- Vescovo Alphonse Matthijsen, M.Afr.